# Munro Vehicles
Munro Vehicles – brytyjski startup planujący produkcję elektrycznych samochodów terenowych z siedzibą w Glasgow działający od 2019 roku. 

## Historia
We wrześniu 2021 roku szkockie przedsiębiorstwo All Terain All Electric Vehicles z Glasgow przedstawiło pierwsze informacje na temat rozwijanego przez siebie projektu w pełni elektrycznego samochodu elektrycznego Munro, 2 lata po założeniu przez inżynierów Russa Petersona i Rossa Andersona. Przez kolejny rok prowadzono intensywne prace nad prototypem Munro Mark 1, testując m.in. 371-konny układ napędowy i 80,1 kWh baterię mającą pozwolić na przejechanie ok. 270 kilometrów, a także wyróżniając się przystosowaniem do jazdy w ciężkim terenie. Rozwinięciem Mark 1 zostało Munro MK_1, które przedstawiono oficjalnie w grudniu 2022. Brutalistyczny, surowo stylizowany pojazd wyróżnił się bojowym wyglądem, matowym malowaniem i kanciastym nadwoziem. Firma planuje rozpocząć produkcję seryjnego pojazdu w 2023 roku, poczynając od 50 egzemplarzy, by w 2024 roku zbudować kolejne 2500 sztuk. W lutym 2023 firma weszła w konflikt prawny z amerykańskim startupem Bollinger Motors, którego przedstawiciele zarzucili szkockiemu przedsiębiorstwu skopiowanie niezrealizowanego projektu elektrycznych modeli terenowych Bollinger B1/B2. Autorem był Ross Anderson, który przeszedł później do Munro, co Bollinger uznał za złamanie postanowień umowy.

## Modele samochodów

### Studyjne
- Munro Mark 1 (2021)
- Munro MK_1 (2022)